# Badby
Badby – wieś w Anglii, w hrabstwie Northamptonshire, w dystrykcie (unitary authority) West Northamptonshire. Leży 20 km na zachód od miasta Northampton i 109 km na północny zachód od Londynu. W 2001 miejscowość liczyła 645 mieszkańców.